# Mauricio Martínez (Boxer)
Mauricio Martínez Aguirre (* 20. Mai 1975 in Colón) ist ein ehemaliger panamaischer Boxer im Bantamgewicht.

## Profikarriere
1995 begann Martínez erfolgreich seine Profikarriere. Am 4. September 2000 boxte er gegen Lester Fuentes um den Weltmeistertitel des Verbandes WBO und siegte durch klassischen K. o. in Runde 5. Diesen Gürtel verteidigte er noch im selben Jahr gegen Esham Pickering durch T.K.o. und verlor ihn im März 2002 an Cruz Carbajal durch technischen Knockout.
Im Jahre 2012 beendete er seine Karriere.